# Tuke Jonsson (Läma)
Tuke Jonsson (Läma), född 1200-talet, död 1321, var en svensk lagman, riksråd, riddare och ägare av Flishult.

## Biografi
Tuke Jonsson (Läma) var son till riddaren Johan (Läma). Han nämns första gången 1273 och var 1290 väpnare. Tuke Jonsson var 1297 riddare och var 1308 råd hos hertigarna Erik Magnusson och Valdemar Magnusson. Han blev 1310 riksråd hos kung Birger Magnusson och var 1319 lagman i Tiohärads lagsaga.
Han deltog i striderna med ryssarna i Karelen 1313 och är omnämnd som lagman i Tiohärads lagsaga från 1319 intill sin död 1321 (även nämnd från 1315 till 1319).
Tuke Jonsson begravdes i Nydala kloster.

### Egendom
Tuke Jonsson ägde gods i Allbo härad, Norrvidinge härad, Östbo härad och Östra härad i Småland.

### Familj
Tuke Jonsson var far till kaniken  Johan Tukesson (Läma) (död senast 1312) i Växjö, riddaren, riksrådet Karl Tukesson (Läma), riddaren Bengt Tukesson (Läma) och Märta Tukesdotter (Läma).